# 旧湊屋
旧湊屋（きゅうみなとや）は、愛知県一宮市の登録有形文化財。

## 概要
湊屋は美濃路の宿場町である起宿において、船庄屋のもとで船方肝煎を務め、渡し船を運営したり、年貢米輸送や遠隔地取引を行ったりする商人であった。
そのため、起宿にあった3つの渡し船の内で最も上流にあり、最も利用客の多かったという定渡船場に向かう道の北端に位置している。
所有者が転居したことにより調査が実施され、2010年（平成22年）に登録有形文化財となった。
2015年時点で管理および活用は市民団体である「湊屋倶楽部」が担い、「茶店湊屋」や「湊屋朝市」などの催し物の会場として利活用が図られている。

## 文化財
- 店舗兼主屋[WEB 1]

木造平屋建、瓦葺、建築面積156平方メートル。2010年（平成22年）9月10日、国土の歴史的景観に寄与しているものとして国登録有形文化財に登録される。
- 土蔵[WEB 2]

土蔵造2階一部平屋建、瓦葺、建築面積111平方メートル。2010年（平成22年）9月10日、国土の歴史的景観に寄与しているものとして国登録有形文化財に登録される。

### WEB
1. 1 2 3 4  “旧湊屋店舗兼主屋”. 国指定文化財等データベース.   文化庁. 2024年9月27日閲覧。
2. 1 2 3  “旧湊屋土蔵”. 国指定文化財等データベース.   文化庁. 2024年9月27日閲覧。

### 書籍
1. 1 2  谷進 2015, p. 102.
2. 1 2  谷進 2015, p. 103.